# Митхат Хаћам
Митхат Хаћам (Братунац, 1917 — Миљковац, код Добоја, 14. август 1942) био је учесник Народноослободилачке борбе и народни херој Југославије.

## Биографија
Рођен је 1917. године у Братунцу. Његов отац Хасан је био учитељ. Школовао се по местима Босне и Херцеговине и Србије, где му је отац службовао. Завршио је Средњу геодетску школу, а после школовања радио је као геометар у Приштини. Још као ученик повезао се с револуционарном омладинским покретом, а касније се активно укључио у акције које је организовала Комунистичка партија Југославије (КПЈ), па 1940. године примљен у чланство КПЈ.
Априлски рат, 1941. године затекао га је на одслужењу војног рока у Боки Которској. Након капитулације, вратио се у родни крај и са собом донео пет пиштоља и неколико бомби. Одмах се повезао са партијском организацијом и активно је учествовао у припремама за оружани устанак. Јула 1941. године се нашао међу првим устаницима на Романији. У току лета 1941. године био је командант батаљона у Романијском партизанском одреду. У оквиру овог Одреда налазио се и одређени број Муслимана, па је од њих била формирана посебна чета. Током времена број Муслимана који су приступали Романијском одреду се повећавао и нарастао на преко 200 људи, па је Штаб Романијског одреда 3. децембра 1941. године формирао Муслимански батаљон, који је био састављен од три чете. Митхат је тада био постављен за заменика команданта овог батаљона. Касније када је био формиран Први ударни батаљон Митхат је постао командир Муслиманске чете у оквиру овог батаљона.
Учествовао је у многим борбама на Романији, током 1941. и 1942. године, као и касније у саставу Шесте источнобосанске ударне бригаде. У свим борбама је показао велику храброст, а нарочито се истакао у борби на Прутинама, када је његов батаљон одбио напад домобрана који су надирали из Сарајева према Рогатици, како би омогућили извлачење посаде из Рогатице. У овој борби је убијено, рањено и заробљено више десетина домобрана, а заплењено доста оружја и муниције. У борбама на Варешу, 1941. године, Муслимански батаљон Романијског одреда, под Митхатовом командом, постигао је значајне успехе. Почетком децембра 1941. године, послат је с групом бораца на терен Фоча и Миљевине, како би утицао на укључивања Муслимана у Народноослободилачки покрет (НОП). На путу преко Јахорине, опколило их је тридесет четника и позвало их на предају. Митхат је тада са својих пет другова прихватио борбу и с бомбама у рукама јуришао и разбио четнике.
Августа 1942. године са Првим ударним батаљоном је ступио у тада формирану Шесту источнобосанску бригаду. У овој бригади се истакао у — борбама с усташама, у близини села Потклече, код Завидовића; у борби  с четницима на Озрену и др. Погинуо је 14. августа 1942. године у изненадном нападу усташа на Шесту источнобосанску бригаду, која се одмарала у селу Миљковац, код Добоја. Борци су били уморни и спавали су, а усташе су то искористиле и привукле им се. Када су се помешали с партизанима, настала је пометња. Митхат је тада показао велику присебност и међу првима је отворио ватру на непријатеља. Упорно је с групом бораца, бранио коту на којој се налазио и на тај начин отклонио опасност по чланове Покрајинског комитета КПЈ за Босну и Херцеговину, који су се налазили са овом бригадом. Страдао је штитећи одступницу осталих бораца и није се повлачио све док му усташе нису пришле на неколико метара и смртно га погодиле.
Указом Президијума Народне скупштине Федеративне Народне Републике Југославије, 21. децембра 1951. године, проглашен је за народног хероја.